# فان وليامز
فان وليامز (بالإنجليزية: Van Williams)‏ هو ممثل أمريكي، ولد في 27 فبراير 1934 بفورت وورث في الولايات المتحدة، وتوفي في 28 نوفمبر 2016 في الولايات المتحدة بسبب قصور كلوي.

## أعمال

### أفلام
- (1966) باتمان

## وصلات خارجية
- فان وليامز على موقع IMDb (الإنجليزية)
- فان وليامز على موقع أول موفي (الإنجليزية)
- فان وليامز على موقع قاعدة بيانات برودواي على الإنترنت (الإنجليزية)
- فان وليامز على موقع إن إن دي بي (الإنجليزية)
- فان وليامز على موقع قاعدة بيانات الفيلم (الإنجليزية)